# Telero
Il telero è un tipo di pittura con colori a olio, che utilizzava tele di vaste proporzioni, in lino o canapa, montate su telaio di legno e applicate direttamente a una parete: questa tecnica pittorica fu ideata dai pittori di Venezia e fu usata poi dagli artisti di molte altre zone in Italia.

## Storia
Questo supporto pittorico è tipico dell'arte veneziana; il termine deriva dalla parola veneta teler, che significa telaio.
Questa tecnica permetteva un degrado minore rispetto all'affresco, nelle particolari condizioni di alta umidità, tipiche della città lagunare.
Si diffuse a Venezia a partire dal XIV secolo, in chiese e locali delle confraternite: celebri i teleri del Carpaccio e di Tintoretto. In età barocca la tecnica venne adottata anche in altre città italiane in particolare a Genova:  famose in questa città le opere del Solimena.
Nel dopoguerra questa tecnica venne utilizzata anche dal pittore veneto Afro Basaldella, con una tela di circa sette metri applicata sulla parete del settimo piano, per decorare il nuovo palazzo dell'Unesco a Parigi, con l'opera Il giardino della speranza nel 1958.

## Dipinti più grandi del mondo
Con la tecnica pittorica del telero furono realizzati i dipinti più grandi del mondo. Il telero che detiene il primato mondiale per estensione con 720 metri quadri, essendo il dipinto su tela più grande del mondo, è situato sul soffitto nella scuola Convitto nazionale Giordano Bruno di Maddaloni: realizzato nel 1756 e denominato Trionfo della Fede sull’Eresia, è opera del pittore Giovanni Funaro, che fu aiutato da suo fratello Giuseppe Funaro.
Il secondo telero più grande del mondo per estensione con 443 metri quadrati è situato sul soffitto della chiesa di San Pantalon a Venezia; è opera di Giovanni Antonio Fumiani e la grande tela fu ottenuta unendo tra loro circa 60 tele: questo dipinto, realizzato nel periodo 1684-1704, è denominato Martirio e gloria di san Pantaleone.
Il più grande telero in posizione verticale del mondo è situato nel Palazzo Ducale di Venezia: il dipinto, denominato Paradiso, ha un'estensione di 175 metri quadrati e fu realizzato da Jacopo Robusti, detto Tintoretto, aiutato da suo figlio Domenico Robusti nel periodo 1588-1592.